# Ліндон (Нью-Йорк)
Ліндон (англ. Lyndon) — місто (англ. town) в США, в окрузі Каттарогус штату Нью-Йорк. Населення — 685 осіб (2020).

## Демографія
Згідно з переписом 2010 року, у місті мешкало 707 осіб у 293 домогосподарствах у складі 201 родини. Було 623 помешкання
Расовий склад населення:
| - 98,0 % — білих - 0,6 % — чорних або афроамериканців - 0,4 % — корінних американців - 0,1 % — азіатів |

До двох чи більше рас належало 0,6 %. Частка іспаномовних становила 2,8 % від усіх жителів.
За віковим діапазоном населення розподілялося таким чином: 20,7 % — особи молодші 18 років, 62,0 % — особи у віці 18—64 років, 17,3 % — особи у віці 65 років та старші. Медіана віку мешканця становила 46,7 року. На 100 осіб жіночої статі у місті припадало 115,5 чоловіків;  на 100 жінок у віці від 18 років та старших — 124,4 чоловіків також старших 18 років.
Середній дохід на одне домашнє господарство  становив 54 010 доларів США (медіана — 47 868), а середній дохід на одну сім'ю — 59 346 доларів (медіана — 52 292). Медіана доходів становила 44 688 доларів для чоловіків та 35 333 долари для жінок. За межею бідності перебувало 17,2 % осіб, у тому числі 27,4 % дітей у віці до 18 років та 0,0 % осіб у віці 65 років та старших.
Цивільне працевлаштоване населення становило 275 осіб. Основні галузі зайнятості: освіта, охорона здоров'я та соціальна допомога — 26,9 %, мистецтво, розваги та відпочинок — 13,5 %, будівництво — 12,7 %, транспорт — 12,4 %.